# Masamitsu Kobayashi
Masamitsu Kobayashi (Tochigi, 13 april 1978) is een voormalig Japans voetballer.

## Carrière
Masamitsu Kobayashi speelde tussen 1997 en 2008 voor FC Tokyo, Sagan Tosu en Tochigi SC.